# Meline (Vorname)
Meline ist ein weiblicher Vorname.

## Herkunft und Bedeutung des Namens
Er kann eine Abwandlung von Melina oder eine Kurzform von Magdalena sein. Als eigenständiger Name ist Meline eine Ableitung von Emmeline. Im Französischen ist Meline eine Kurzform von Ameline, der wiederum auf den Namen Amalia zurückzuführen ist. Meline kann auch ein selbstständiger Name hessischen Ursprungs sein. Meline hat auch die griechische Bedeutung "die Honigsüße".
Meline ist eine der fünfzig Thespiaden und damit eine mythologische Gestalt. Sie ist die Tochter des Thespios und die Mutter des Laomedon.

## Bekannte Namensträgerinnen
- Magdalena Maria Caroline Francisca Brentano, genannt Meline (1788–1861), Schwester von Clemens Brentano und Bettina von Arnim
- Meline Dalusjan (* 1988), armenische Gewichtheberin